# 花岡優平
花岡 優平（はなおか ゆうへい、1952年1月6日 - ）は、大分県別府市出身で、同県を拠点に活動する日本のミュージシャン、ラジオパーソナリティである。日本著作家連合常務理事。花岡優平音楽事務所。

## 来歴
別府市立浜脇中学校卒業。16歳の時、大分から単身上京。新聞配達店に住み込みで働きながら学校に通う。
1978年、弟の花岡茂、同級生の久保豊と結成したフォークグループ音つばめでデビュー。その後、作曲家として活動。
高田みづえ「愛の終りに」（作詞・作曲）で得た印税が、自身の音楽活動で得ていた収入の何倍もあったため、裏方に回る。
花岡自身が作詞・作曲・編曲を全て手掛け、2008年に発売された秋元順子の「愛のままで…」は、翌2009年1月にはオリコン総合シングルチャート第1位を獲得しロングセラーとなった。
2009年、ソロ歌手、ラジオパーソナリティとして、再出発。
2015年、鎌倉に移住。2017年、東京に転居。2020年秋に出身地の別府市にUターンした。

## ディスコグラフィー
音つばめとしての作品については、音つばめ#作品参照。

### シングル
1. 愛のままで…／ヨコハマ（2009年3月25日）
2. 風の中のクロニクル／ロマンスグレーになっても 〜2016〜（2016年5月18日）

### アルバム
1. 寄り道（2009年11月26日）
2. 君が道標（2012年5月23日）

## 作曲提供

### あ行
- 青山ひろし
  - 「MIRENの街」
- 秋元順子※シングル.c/w
  - 「雨の旅人」
  - 「ロンリーナイト・東京」
  - 「愛のままで…」　
  - 「忘れもの」
  - 「黄昏Love again」
  - 「愛の歌売り」
  - 「一枚の写真」
  - 「星降る夜に…」
  - 「その花は…～変わらぬ愛～」
  - 「メリーゴーランド～涙の贈り物～」
  - 「哀愁の夜想曲（ノクターン）」
  - 「愛鍵」
  - 「パステルブルー～コーラスガール～」
  - 「ROSE」
  - 「赤坂レディバード」
  - 「夢のつづきを…」
  - 「紅いブルース」
  - 「哀しみのコンチェルト」
  - 「夜明けの海」

※ほかアルバム曲も多数提供
- 有沢美智子
  - 「薔薇のほほえみ」
- アン・シュウリ
  - 「まむしの恋」
- 飯田有記美
  - 「青いラブシーン」
- 石川さゆり
  - 「湯の町シネマ」
- 石川優子
  - 「灯はEternity」
- 井上まり子
  - 「望郷挽歌」
- 芋貞子
  - 「「もう会わない」と言えなくて…」
- 岩崎宏美
  - 「姫ごころ」
  - 「SEE YOU AGAIN」
  - 「願い」
- 大石円
  - 「春遠からじ」
- 大島功三
  - 「人生八分」
- 岡タツ矢
  - 「夢ホテル」
- 丘みどり
  - 「椅子」
- 音羽しのぶ
  - 「愛はときおり」
  - 「名前のない恋」

### か行
- 柏原芳恵
  - 「途中下車」
- 神園さやか
  - 「約束」
- 川井聖子
  - 「つゆ草」
- 川神あい
  - 「水をください」
  - 「母がわたしを語るとき」
- 河島英五
  - 「初冬」
- 川中美幸
  - 「小樽まで」
  - 「明日への伝言」
  - 「東京シティ・セレナーデ」(前川清＆川中美幸)
- 川野夏美
  - 「三日月迷子」
- 木川尚紀
  - 「泥だらけの勲章」
  - 「てるてるぼうず」
- 北岡夢子
  - 「三日月でサヨナラ」
- 北原ミレイ
  - 「ドルフィンホテル」
- 木下結子
  - 「盛岡ロマンス」
- キム・ヨンジャ
  - 「情恋歌」
  - 「愛の歴史」
- 桑田靖子
  - 「晩秋」
- 香田晋
  - 「源さん音頭」
  - 「空飛ぶおたまじゃくし」
- 伍代夏子
  - 「ホの字屋の女房」

### さ行
- 坂田修 with 川神あい
  - 「心ひらいて」
- 杉本和也
  - 「闇に溺れる」

### た行
- 平浩二
  - 「蝉しぐれ」
- 高田みづえ
  - 「愛の終りに」
- 田川寿美
  - 「代わり番この子守歌」
- 武田鉄矢
  - 「コスモス」
  - 「宴は終りぬ」
  - 「願い」
  - 「がんばれ俺」

### な行
- なおみあき
  - 「流れ星」
- 長平俊一
  - 「どうすんノ?」
- 中村美律子
  - 「あんずの夕陽に染まる街」
  - 「鬼の背中」
  - 「笑い神」
- 中村美律子 with 香田晋
  - 「涙のラブメール」
- 長山洋子
  - 「素顔のままで」
  - 「瀬戸の晩夏」

### は行
- 服部浩子
  - 「接吻 〜くちづけ〜」
- 林こずえ
  - 「口紅 〜ルージュ〜」
- 福田みのる
  - 「大分 〜Oita〜」

### ま行
- 前川清
  - 「涙気分」
  - 「東京シティ・セレナーデ」（前川清&川中美幸）
- 前田有紀
  - 「月列車」
- 牧村三枝子
  - 「向島・夕立ち荘」
  - 「火の川」
- 真木柚布子
  - 「酒とバラ」
  - 「紫のマンボ」
- 増位山太志郎
  - 「泣き虫」
  - 「ほんの小さな過去だから」
- 松浦百美子
  - 「聴かせて」
- 松原のぶえ with 花岡優平
  - 「最終便に遅れても」
  - 「しあわせの旅路 〜別府湾岸・国東半島海べの道編」
- 美樹よう子
  - 「コスモスはバラに憧れない」
  - 「たんぽぽの花のように」
- 三田村邦彦
  - 「嵐雲」
- みずき舞
  - 「夕なぎ岬」
- 水野きみこ
  - 「神よなんてお礼をいえばいいのか分らない」
- 水野浩二
  - 「北斗七星」
- 水森かおり
  - 「花の鎌倉」
- 森川由加里
  - 「合格ロックンロール」

### や行
- 山川豊
  - 「優しい女に会いたい夜は」
- 山口のり
  - 「神様」
  - 「雪のふとん」
- 山之内圭
  - 「ゆれて…恋ごころ」
  - 「歴舟川」
- 山本あき
  - 「愛がみえない」
  - 「愛の終りに」
- ゆあさみちる
  - 「私の花」（作曲）
  - 「泣きながらTokyo」（作詞・作曲）
  - 「星月夜」（作曲）
  - 「太古のヒトからそうしてきた」（作詞）
  - 「遅咲きのHERO」（作詞）
  - 「ハイエナ」（作詞・作曲）
  - 「初恋ドキンドキン」（作曲）

## 編曲
- 秋元順子
  - 「愛のままで…」
  - 「マディソン郡の恋」
- 大泉逸郎
  - 「孫」
- ハンジナ
  - 「窓」

### おかあさんといっしょ関連
- 「おきゃくさまはサンタクロース」
- 「もしも季節がいちどにきたら」
- 「森のファミリーレストラン」
- 「ゴミゴミオバケ」
- 「12ヶ月のかぞえうた」

### てれび絵本関連
- 「ちっちゃなトナカイ」
- 「ねんねこねこのこもりうた」
- 「ごきげんカンガルー」

## 受賞歴

### レコード大賞金賞
2000年
- 大泉逸郎
  - 「孫」(編曲)

2008年
- 秋元順子
  - 「愛のままで…」(作詞・作曲・編曲)

## 出演

### ラジオ
過去
- 『花岡優平の寄り道 〜FOLK LIFE〜』 （CBCラジオ／日曜 4:00 - 4:30、KBS京都ラジオ／金曜 5:15 - 5:30、IBS茨城放送／日曜 22:30 - 23:00）
  - 終了した放送局　OBS大分放送／日曜 6:15 -
  - 2012年8月30日の放送で、100回を迎えた。
- 『花岡優平 音楽の水平線』（ROKラジオ沖縄）（2009年10月8日 - 2010年10月7日、毎週木曜 21:30 - 22:00）ほか
- 『花岡優平の歌の駅』（RFラジオ日本／毎週月曜 23:15 - 23:30、2010年10月4日 - 2012年9月24日）（『あなたと夜と音楽と』（秋元順子）の後番組）
- 『花岡優平の歌の花束』（OBSラジオ（大分放送））（土曜 9:30 - 9:50、2021年7月3日[6] - ）